# Cryptocarya sulavesiana
Cryptocarya sulavesiana är en lagerväxtart som beskrevs av André Joseph Guillaume Henri Kostermans. Cryptocarya sulavesiana ingår i släktet Cryptocarya och familjen lagerväxter. Inga underarter finns listade i Catalogue of Life.